# Jason Mizell
Jason William Mizell (Brooklyn, Nova Iorque, 21 de Janeiro de 1965 - Queens, Nova Iorque, 30 de Outubro de 2002), também conhecido como Jam-Master Jay e Jay Gambulos, foi o DJ do influente grupo de hip-hop Run-D.M.C..

## Biografia
Mizell nasceu no Brooklyn, Nova Iorque e se mudou para o Queens aos 10 anos de idade com sua família. Tocou baixo e bateria em diversas bandas de garagem até se juntar ao Run-DMC. Em todos os álbuns do grupo tocou teclados, baixo e bateria, além de seu trabalho com os toca-discos. Mizell permaneceu no bairro onde cresceu durante toda sua vida. Fundou a 'Scratch DJ Academy' em Manhattan para crianças interessadas em se tornar DJs.
Em 1989, Mizell estabeleceu a gravadora Jam Master Jay Records, onde alcançou grande sucesso em 1993 com a banda Onyx. Também foi o responsável por apresentar Chuck D do Public Enemy ao co-fundador da Def Jam Recordings, Rick Rubin. (O outro fundador da Def Jam, Russell Simmons é irmão de Run do Run-D.M.C.). Após alcançar relativo sucesso, Jason também ficou conhecido por usar o pseudônimo de Jay Gambulos para evitar a atenção do público. Jason também está ligado ao Mizell Brothers, uma equipe de produção muito popular, que trabalhou com Gary Bartz, Johnny "Hammond" Smith e outros.
Nos anos 90, Mizell sobreviveu a um acidente de carro e dois atentados a tiros.

## Morte
Em 30 de Outubro de 2002, Mizell foi morto a tiros no seu estúdio de gravação Merrick Boulevard, localizado no bairro do Queens, em Nova Iorque. A outra pessoa que estava no recinto, Urieco Rincon, de 23 anos, foi ferido no joelho e sobreviveu.
Mizell deixou a esposa Terri e três filhos. Foi enterrado no cemitério Ferncliff Cemetery em Hartsdale, Nova Iorque. Sua jaqueta de couro favorita foi dada aos amigos do grupo: Run e DMC. Jam Master Jay tinha 37 anos.
Após 18 anos do crime, no ano de 2020, os promotores dos Estados Unidos indiciaram Karl Jordan Jr. e Ronald "Tinard" Washington pelo assassinato de Mizell, alegando que a motivação da morte decorreu do fato de que o DJ do Rum-DMC os excluiu de um esquema de tráfico de Cocaína em Baltimore. 
Segundo a acusação, Jordan foi a pessoa que atirou mortalmente na cabeça de Mizell, enquanto Washington lhe dava cobertura na entrada do estúdio.
Um terceiro homem, chamado Jay Bryant, foi indiciado pelo crime no ano de 2023, por ter auxiliado os assassinos entrar no estúdio no dia do crime. 
No dia 27 de fevereiro de 2024, Karl Jordan Jr. e Ronald “Tinard” Washington foram considerados culpados pelo assassinato de Mizell.
Jay Bryant será julgado separadamente, em data ainda indefinida. 

## Discografia

### Discografia com Run-D.M.C
| Álbuns |
| --- |
| Run-D.M.C. - Lançamento: 27 de Março de 1984 - Singles: "It's Like That", "30 Days", "Hard Times", "Rock Box"                                     |
| King of Rock - Lançamento: 15 de Janeiro de 1985 - Singles: "King of Rock", "Can You Rock It Like This", "You Talk Too Much"                      |
| Raising Hell - Lançamento: 18 de Julho de 1986 - Singles: "Walk This Way", "My Adidas", "It's Tricky", " You Be Illin"                            |
| Tougher Than Leather - Lançamento: 16 de Maio de 1988 - Singles: "Run's House", "Beats To The Rhyme", "Mary, Mary", "I'm Not Going Out Like That" |
| Back from Hell - Lançamento: 16 de Outubro de 1990 - Singles: "Pause", "What It's All About", "Faces", "The Ave."                                 |
| Down with the King - Lançamento: 4 de Maio de 1993 - Singles: "Down With The King", "Ooh Wathcha Gonna Do", "Can I Get It, Yo"                    |
| Crown Royal - Lançamento: 3 de Abril de 2001 - Singles: "Rock Show", "Let's Stay Together (Together Forever)"                                     |
| Greatest hits |
| - Together Forever: Greatest Hits 1983–1991 (1991) (Profile Records)                                                                              |
| - High Profile: The Original Rhymes (2002) (Profile Records)                                                                                      |
| - Greatest Hits (2002) (Profile Records) |
| - The Best of Run DMC (2003) (Profile Records) |
| - Ultimate Run-D.M.C. (2003) (Profile Records) |
| - Artist Collection: Run DMC (2004) (Arista Records)                                                                                              |
| - Live at Montreux 2001 (2007) (Eagle Records) |